# Axintele
Axintele è un comune della Romania di 2 509 abitanti, ubicato nel distretto di Ialomița, nella regione storica della Muntenia.
Il comune è formato dall'unione di 3 villaggi: Axintele, Bărbătescu, Horia.